# Cerveceros de Meoqui
Los Cerveceros de Meoqui es un equipo profesional que militó en la Liga de Básquetbol Estatal de Chihuahua y que actualmente participa en el Circuito de Baloncesto del Pacífico.

## Estadio
Actualmente juegan en el Gimnasio Municipal Carlos Stege Salazar, que cuenta con una capacidad para 1800 observadores.

## Jugadores

### Roster actual
Actualizado al 5 de marzo de 2022.
"Temporada 2022"
| Cerveceros de Meoqui Roster 2022 |    |                           |                                     |
| C U E R P O T É C N I C O        |    |                           |                                     |
| Entrenador                       |    | Bandera de Estados Unidos | Lewis Lasalle Taylor                |
| Asistente                        |    | Bandera de México         | Jaime Bermúdez                      |
| J U G A D O R E S                |    |                           |                                     |
| Base                             | 1  | Bandera de Estados Unidos | Jermaine Jackson Jr                 |
| Base                             | 2  | Bandera de México         | Sebastián Pineda                    |
| Base                             | 4  | Bandera de México         | Miguel Eduardo Ramírez Campos       |
| Base                             | 9  | Bandera de México         | José Leonardo Villavicencio Cabrera |
| Escolta                          | 10 | Bandera de Estados Unidos | Paul John Hernández Reyes           |
| Base                             | 11 | Bandera de México         | Luis Rodolfo Peralta López          |
| Ala-pívot                        | 12 | Bandera de México         | Ernesto Joshua Quintero Garibay     |
| Alero/ Ala-pívot                 | 15 | Bandera de México         | Francisco Javier Miranda Cantón     |
| Escolta                          | 22 | Bandera de Estados Unidos | Jeff Early Jr.                      |
| Ala-pívot                        | 23 | Bandera de México         | Gabriel Vazquez Mejía               |
| Ala-pívot                        | 25 | Bandera de México         | José Arturo Farrera Chantiri        |
| Ala-pívot                        | 31 | Bandera de México         | Martín Iván Fierro Valenzuela       |
| Ala-pívot                        | 33 | Bandera de Estados Unidos | Kyle Spain                          |
| Ala-pívot                        | 57 | Bandera de México         | Isaac Gutiérrez Ramírez             |
| = Capitán                        |    |                           |                                     |

 =  Cuenta con nacionalidad mexicana. 